# Silvia Arroyo Camejo
Silvia Arroyo Camejo (*3 de enero de 1986 en Berlín) es una autora científica alemana de origen español.

## Vida
Su padre es un cirujano vascular español y su madre una profesora de idiomas alemana. A los 17 años comenzó a escribir un libro sobre física cuántica que fue publicado en el año 2006 por la editorial científica Springer bajo el título "Skurrile Quantenwelt" ("El mundo insólito de los cuántos"). Por su extraordinario desempeño en la asignatura de Física obtuvo en 2004 el premio escolar de la "Sociedad de Física de Berlín" (Physikalischen Gesellschaft zu Berlin e.V.). En 2005 obtuvo el premio al mejor libro de la "Sociedad alemana de Física" ("Deutsche Physikalische Gesellschaft"). Arroyo Camejo asistió al prestigioso colegio jesuita Canisius-Kolleg de Berlín, donde completó sus estudios secundarios (Abitur) con distinción an las asignaturas de química y física en 2005.
Actualmente, además de estudiar física en la Universidad Humboldt de Berlín, trabaja en el "Centro Helmholtz de Materiales y Energía de Berlín" (Helmholtz-Zentrum Berlin für Materialien und Energie) en el departamento de energía solar. Afirma que se encuentra trabajando en dos libros más.

## El mundo insólito de los cuántos
Su libro "El mundo insólito de los cuántos" (Skurrile Quantenwelt) comenzó como un repaso para uso personal, de los muchos libros sobre física cuántica que Arroyo Camejo había leído desde los 14 años de edad y se desarrolló en un libro que explica su entendimiento sobre la materia de 255 páginas. Arroyo Camejo envió su manuscrito al profesor de Física de la Universidad de Heidelberg Hans-Dieter Zeh para que lo evaluase y fue él mismo, quien con el permiso de la autora, se lo dio a la casa editorial científica Springer que finalmente lo publicó. El libro trata de explicar varios temas de física cuántica de manera comprensible tanto para estudiantes del campo así como para legos, sin usar matemática compleja. Se ha convertido en libro de texto en varias universidades en el ámbito del idioma alemán, como la Universidad de Viena.
En el libro se explican varios experimentos de importancia histórica en la mecánica cuántica, como el experimento de Young y el efecto fotoeléctrico. Por lo tanto ilustra la importancia de la dualidad onda corpúsculo en la mecánica cuántica. El libro aborda también teorías de vanguardia en el campo de la gravitación cuántica como la Teoría de cuerdas, la Gravedad cuántica de bucles y trata de responder las preguntas sobre la existencia de variables ocultas.

## Obras
- Skurrile Quantenwelt. Springer, Berlin/Heidelberg 2006 ISBN 3-540-29720-0